# Geraldton
Geraldton est une ville qui se situe à 425 km au nord de Perth en Australie. Elle compte 38 595 habitants.

## Histoire
Geraldton est une ville dont la principale source de revenu provient de la pêche. On y trouve notamment beaucoup de langoustes. En plus la ville est aussi un centre important de l'économie de la région basée sur l'industrie minière, la culture des céréales, l'élevage des moutons et le tourisme.
Geraldton est aussi connu pour ses sports de surf et de windsurfing.
Le climat y est très sec, chaud et venteux en été, doux, venteux et plus tempéré l'hiver.

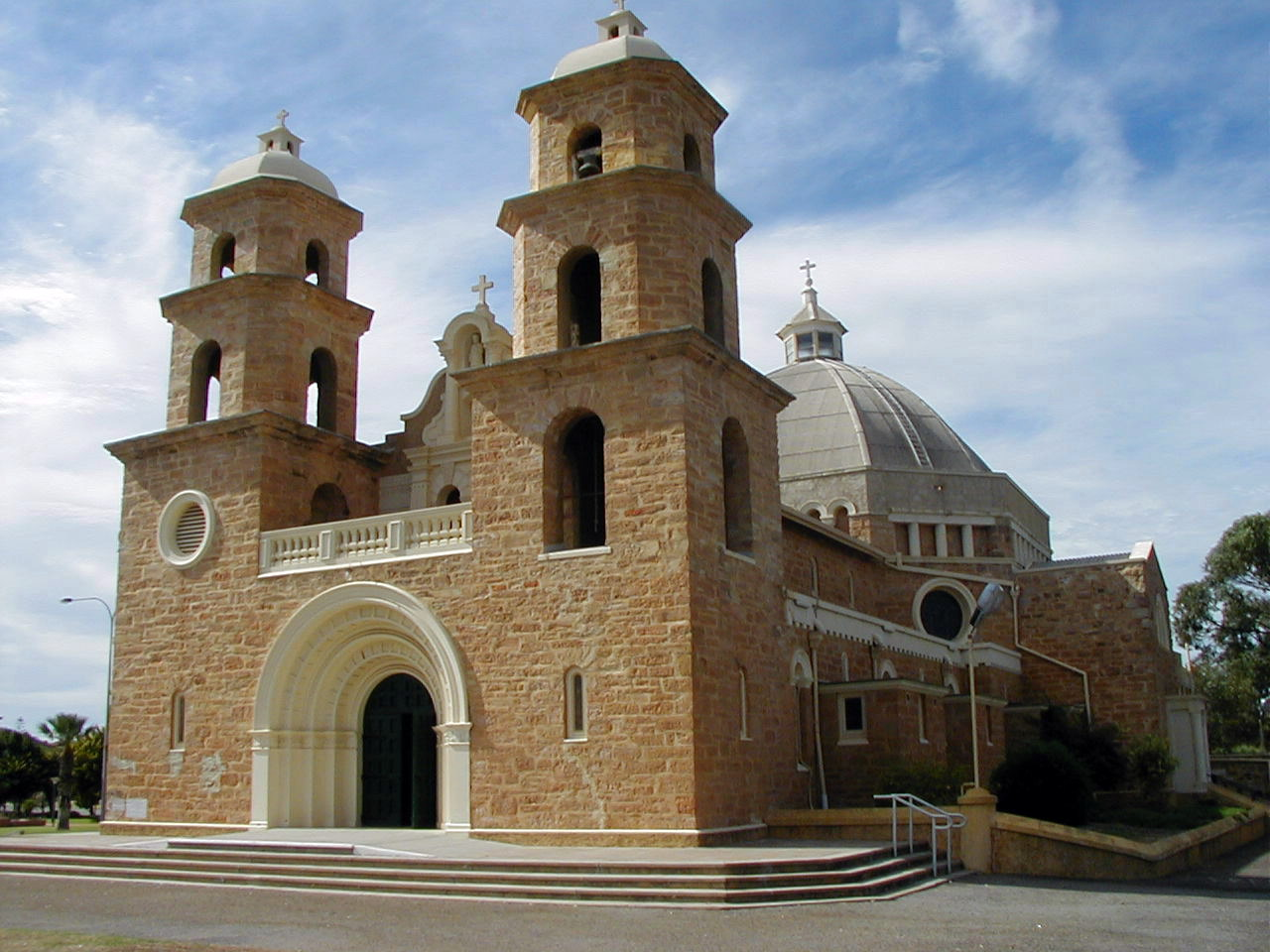
La cathédrale Saint-François-Xavier de Geraldton, réalisée par le père John Hawes.

Bien que de nombreux navigateurs se soient arrêtés ou échoués sur les îles Abrolhos à 60 kilomètres à l'ouest de Geraldton au cours des XVIIe et XVIIIe siècles, on ne trouve pas trace du passage d'un européen autour du site de la ville. Le premier européen à avoir exploré la région fut George Gray en 1839. Dix ans plus tard un autre explorateur Augustus Charles Gregory visita la région de façon plus approfondie. Il découvrit du plomb dans le fleuve Murchison et la mine qui fut créée fut appelée Geraldine par le gouverneur Charles Fitzgerald. La ville de Geraldton fut créée officiellement en 1850.

## Climat
Geraldton a un climat méditerranéen chaud d'été (Köppen: Csa) avec des influences semi-arides. Les étés sont chauds et secs, pendant que les hivers sont doux et humides. La température la plus faible est de −0,4 °C le 4 juillet 2010. La température la plus élevée enregistrée a été 49,3 °C le 18 février 2024,.
| Mois                                            | jan. | fév. | mars | avril | mai  | juin | jui. | août | sep. | oct. | nov. | déc. | année |
| ----------------------------------------------- | ---- | ---- | ---- | ----- | ---- | ---- | ---- | ---- | ---- | ---- | ---- | ---- | ----- |
| Température minimale moyenne (°C)               | 18,3 | 19,2 | 17,9 | 15,4  | 12,9 | 11   | 9,4  | 8,9  | 9,3  | 11   | 13,9 | 16,4 | 13,6  |
| Température maximale moyenne (°C)               | 31,7 | 32,6 | 31   | 27,7  | 24   | 20,9 | 19,6 | 20,1 | 22   | 24,5 | 27,2 | 29,6 | 25,9  |
| Record de froid (°C)                            | 9,4  | 10   | 8,8  | 6,1   | 2,1  | 0,5  | −0,4 | 1,2  | 1,2  | 2,4  | 3,8  | 7,7  | −0,4  |
| Record de chaleur (°C)                          | 47,7 | 49,3 | 45,2 | 39,7  | 36,6 | 29,5 | 29   | 31,6 | 36,1 | 40,7 | 43,8 | 46,8 | 49,3  |
| Précipitations (mm)                             | 5,7  | 11,1 | 15,9 | 23,8  | 69,5 | 97,2 | 91,3 | 64,7 | 32   | 19,6 | 9,1  | 5,3  | 442,4 |
| dont nombre de jours avec précipitations ≥ 1 mm | 0,9  | 1,2  | 1,6  | 3,9   | 7,5  | 10,4 | 11,2 | 8,9  | 6,3  | 4    | 2,1  | 1,1  | 59,1  |
| Humidité relative (%)                           | 46   | 44   | 44   | 46    | 49   | 55   | 58   | 58   | 53   | 50   | 47   | 47   | 50    |

## Personnalités
Todd Pearson (1977-), nageur spécialiste de la nage libre, champion olympique et du monde en relais.